# Реймънд Чандлър
Реймънд Торнтън Чандлър (на английски: Raymond Thornton Chandler; 23 юли 1888 – 26 март, 1959) е американо-британски писател и сценарист. През 1932 г. на 44-годишна възраст Чандлър започва да пише детективска художествена литература, след като губи работата си като изпълнителен директор на петролна компания заради Голямата депресия. Първият му къс разказ, „Изнудвачите не стрелят“ (на английски: „Blackmailers Don't Shoot“), е публикуван през 1933 г. в популярното пълп списание Черната маска. Първият му роман, Големият сън (на английски: The Big Sleep), е публикуван през 1939 г. Освен късите си разкази, Чандлър публикува приживе седем романа (осми, който по време на смъртта му е в процес на писане, е довършен от Робърт Б. Паркър). Всички освен Плейбек (на английски: Playback) са екранизирани, някои от тях повече от веднъж. В годината преди смъртта си той е избран за президент на организацията Mystery Writers of America.
Чандлър оказва огромно стилистично влияние върху американската популярна литература. Той е считан за основател на „твърдата школа“ в детективска художествена литература, заедно с Дашиъл Хамет, Джеймс М. Кейн и други, писали за Черната маска. Героят от романите му, Филип Марлоу, също като хаметовия герой Сам Спейд, е считан за синоним на „частен детектив“. В киното и двамата са играни от Хъмфри Богарт, който много хора определят като перфектния Марлоу.
Поне три от романите на Чандлър са считани за шедьоври: Сбогом, моя красавице (английски: Farewell, My Lovely, 1940), По-малката сестра (английски: The Little Sister, 1949) и Дългото сбогуване (английски: The Long Goodbye, 1953). Последният е признат в колекция от американски криминални произведения като „вероятно първата книга след Стъкленият ключ на Хамет, публикувана повече от двадесет години по-рано, която покрива изискванията за сериозен и значителен конвенционален роман, който случайно притежава и елементи на мистерия“. В последните години репутацията на Чандлър значително нараства. Той е признат от много писатели, като Стивън Кинг например, за един от майсторите на творческото писане.

## Биография

### Ранен живот
Чандлър е роден в Чикаго през 1888 г. в семейството на Флорънс Дарт (Торнтън) и Морис Бенджамин Чандлър. Той прекарва ранното си детство в Платсмут, Небраска, живеейки с майка си и баща си близо до братовчедите си и неговите чичо и леля (сестра на майка му). Баща му, който е строителен инженер, работещ за железопътната линия, и алкохолик, изоставя семейството. Той заминава за Англия през 1895 г., когато родителите му се развеждат. За да осигури на Рей възможно най-доброто образование, майка му, родом от Ирландия, го взема и през 1900 г. и се местят в Ъпър Норлууд, днес по-известно като лондонската покрайнина Кройдън. Друг негов чичо, който е успешен адвокат в Уотърфорд, Ирландия, неохотно им помага, докато живеят с бабата по майчина линия на Чандлър. Реймънд е първи братовчед на актьора и член-основател на Кралската шекспирова театрална компания – Макс Ейдриън; майката на последния, Мабел, била сестра на Флорънс Торнтън. Чандлър получава традиционно образование в лондонския колеж Dulwich College (държавно училище, сред чиито възпитаници са и писателите П. Г. Удхаус и С. С. Форестър. В детството си Реймънд прекарва някои от летата при семейството на майка си в Уотърфорд. Той не учи в университет, вместо това прекарва време в Париж и Мюнхен, където подобрява езиковите си умения. През 1907 г. е национализиран като британски субект, за да бъде допуснат до тест за държавен служител, който преминава успешно. След това заема пост в Адмиралтейството, но остава там едва около година. По това време са публикувани първите му стихотворения, които са в късноромантичен стил.
Чандлър не харесва угодничеството в държавната служба и напуска, което изумява семейството му. Тогава започва работа като репортер за вестниците Daily Express и бристълския Western Gazette. Журналистическата му кариера е неуспешна, но успява да публикува рецензии и продължава да пише романтични стихове. Предполага се, че срещата му с малко по-възрастния Ричард Бархъм Мидълтън повлиява на това Реймънд да отложи писателската си кариера. „Срещнах [...] един също млад, брадат мъж с печален поглед на име Ричард Мидълтън. [...] Скоро след това той се самоуби в Антверпен, бих казал, че беше от отчаяние. Нещастният случай остави силен отпечатък върху мен, защото Мидълтън ме впечатли като човек, който имаше по-голям талант, отколкото аз някога бих могъл да притежавам; и ако той не можеше да пробие с него, то за мен беше още по-малко вероятно.“ Разказвайки за този период, той пише: „Разбира се, както тогава, така и сега имаше [...] умни млади мъже, които изкарваха добри пари, работейки на свободна практика за няколкото литературни седмичници“, но „аз определено не бях младеж, който блести с ума си. Не бях и никак щастлив.“
През 1912 г. той заема пари от чичо си в Уотърфорд, който очаквал да му бъдат върнати с лихва, и се връща в САЩ, където посещава леля си и другия си чичо, преди да се установи за кратко в Сан Франциско. Там се записва на дистанционен курс по счетоводство и го завършва по-рано. В края на годината майка му отива при него. Насърчаван от приятеля си Лорън Лойд, адвокат и деец в нефтената индустрия, през 1913 г. те се местят Лос Анджелис, където Чандлър плете ракети за тенис, бере плодове и води живот на лишения, за да спести пари. Намира си сигурна работа в местната мандра. През 1917 г. той пътува до Ванкувър, където през август се записва в Канадските експедиционни сили. Реймънд участва в окопни сражения във Франция. По време на пандемията на испански грип два пъти е хоспитализиран заради нея. Краят на войната го заварва по време на обучението му за новосъздадените Кралски военновъздушни сили.
След примирието той се връща в Лос Анджелис, минавайки през Канада и скоро след това започва афера с Пърл Юджийн („Сиси“) Паскал, омъжена жена, по-възрастна от него с 18 години и доведена майка на Гордън Паскал, с когото Чандлър служи в армията. През 1920 г. Сиси се развежда приятелски със съпруга си Джулиън, но майката на Чандлър не одобрява връзката им и отказва да благослови брака им. През следващите четири години той издържа едновременно майка си и Сиси. След смъртта на Флорънс Чандлър на 26 септември 1923 г. Реймънд и Сиси са свободни да се венчаят. Правят го на 6 февруари 1924 г. Започвайки работа като счетоводител и одитор през 1922 г., до 1931 г. Чандлър се издига до високоплатен вицепрезидент на Dabney Oil Syndicate, но неговите алкохолизъм, често отсъствие от работа, афери с колежки и заплахи за самоубийство допринасят за отстраняването му година по-късно.

### Писателска кариера
В опънатите финансови обстоятелства по време на Голямата депресия, за да си изкарва хляба, Чандлър прибягва до неизползвания си писателски талант. Той се научава да пише пълп литература, като изучава историите с Пери Мейсън на автора Ърл Стенли Гарднър. Първата професионална творба на Чандлър, „Изнудвачите не стрелят“, е публикувана през 1933 г. в списание Черната маска. Според жанровия историк Хърбърт Ръм, Чандлър, който работил бавно и старателно, преработвайки отново и отново, завършва разказа за пет месеца. Ерли Стенли Гарднър можел да напише разказ за три или четири дни и така успява да създаде около хиляда.

През 1939 г. е публикуван първият му роман, Големият сън, с участието на Филип Марлоу в ролята на разказвача. В писмо до английския си издадел, Хамиш Хамилтън, от 1950 г. Чандлър обяснява защо започва да чете списания за жълта литература и да пише за тях: 
Обикаляйки нагоре-надолу с кола по Тихоокеанското крайбрежие, започнах да чета пълп списания, защото бяха достатъчно евтини, че да ги изхвърля, и защото нещото познато като женски списания не ми бяха по вкуса, а и нямах много време. Това беше в златното време на Черната маска (ако мога да го нарека златно време) и открих, че някои от творбите бяха доста силни и честни, въпреки грубия си вид. Сметнах, че това може да бъде добър начин да опитам да се науча да пиша художествена литература, и в същото време да изкарам малко пари. Прекарах пет месеца върху романче от около 18 000 думи и го продадох за $180. След това никога не погледнах назад, въпреки че имах много периоди, в които ми беше трудно да гледам напред.
Вторият му роман с Марлоу, Сбогом, моя красавице, се превръща в основата на три филмови версии, адаптирани от други сценаристи, включително филмът от 1944 г. Убивай, сладка моя (английски: Murder, My Sweat), който отбелязва екранния дебют на Марлоу като персонаж, игран от Дик Пауъл (чието превъплъщение в Марлоу според слуховете спечелва аплодисментите на Чандлър). Литературният успех и филмовите адаптации водят до търсене на Чандлър като сценарист. Той и Били Уилдър заедно написват сценария на Двойна застраховка (английски: Double Indemnity, 1944), базиран върху роман на Джеймс М. Кейн носещ същото име. Сценарият в стил ноар е номиниран за Наградите на Филмовата академия. Уилдър споделя: „Аз просто насочвам структурата и пиша повечето от диалозите, а той (Чандлър) схваща какво имам предвид и ще започне да изгражда нататък.“ Уилдър признава, че диалозите, които правят филма толкова запомнящ се, са предимно на Чандлър.
Единственият продуциран собствен сценарий на Чандлър е Синята Далия (1946). Той не пише развръзка на сценария и, според продуцента Джон Хаусман, обещава да го завърши само ако е пиян и в компанията на денонощни секретарки и шофьори, на което Хаусман се съгласява. Сценарият печели втора номинация за Наградите на Филмовата академия в категория сценарии.
Чандлър сътрудничи за сценария на филма на Алфред Хичкок Непознати във влака (1951), иронична история за убийство базирана върху романа на Патриша Хайсмит, която той смятал за неправдоподобна. Чандлър и Хичкок имали толкова силни различни виждания, че спират да си говорят, особено след като Хичкок научава, че Чандлър го е нарекъл „дебел кучи син“. Според други слухове Хичкок демонстративно хвърлил двете чернови от сценария на Чандлър в студийното кошче, запушвайки носа си с ръка, но въпреки това основното признание за сценария остава на Реймънд и на Цензи Ормонде.
През 1946 г. семейство Чандлър се мести в Ла Хоя, Калифорния, един от богатите крайбрежни квартали на Сан Диего, където Чандлър пише още два романа с Филип Марлоу: Дългото сбогуване и последното му завършено произведение, Плейбек. Последният произлиза от непродуциран съдебен драматичен сценарии, който той написва за Юнивърсъл Студиос.
Четири глави от незавършената по време на смъртта му творба са превърнати в последния роман с Филип Марлоу, Пудъл Спрингс, довършен от писателя на мистерии и почитател на Чандлър, Робърт Б. Паркър и публикуван през 1989 г. Авторските му права са притежание на Паркър и на Чандлър. Впоследствие Паркър пише продължение на Големият сън, озаглавено Стъпка към мечтата, което било пресолено с цитати от оригиналния роман. Последният кратък разказ на Чандлър с участието на Филип Марлоу е от около 1957 г. и е озаглавен Моливът. По-късно той поставя основата на един от епизодите на минисериала на HBO Филип Марлоу, частно око (1983 – 86), с участието на Пауърс Буути в ролята на Марлоу.
През 2014 г. сред некаталогизираните притежания на Библиотеката на Конгреса е намерена Принцесата и търговеца (1917) – дотогава непозната комична оперета с либрето от Чандлър и музика от Джулиан Паскал. Творбата никога не е публикувана или продуцирана. Тя е отхвърлена от специалисти по работата на писателя като "нищо повече от [...] антика". Малък екип воден от актьора и директор Пол Санд се опитва да получи позволение да изпълни оперетата в Лос Анджелиз.

### Последни години и смърт
Сиси Чандлър умира през 1954 г. след дълго боледуване. Съкрушен и пиян, Чандлър пренебрегва погребението на кремираните ѝ останки и те останали 57 години в заключено складово помещение в мазето на Мавзолея Сипрес Вю.
След смъртта на Сиси самотата на Чандлър влошава склонността му към клинична депресия; той започва отново да пие, като никога не спира за дълго, което се отразило на количеството и качеството на работата му. През 1955 г. той прави опит за самоубийство. В Дългата прегръдка: Реймънд Чандлър и жената, която той обичаше Джудит Фриймън казва, че това било „зов за помощ“, имайки предвид, че преди това той се обажда на полицията и казвал, че планирал да се самоубие. Личният и професионалният живот на Чандлър били едновременно подпомагани и усложнявани от жените, към които бил привлечен – особено литературния му агент Хелга Грийни; секретарката му Джийн Фракаси; вдовицата на Джордж Оруел, Соня Оруел; и Наташа Спендър (съпругата на Стивън Спендър). Реймънд възстановява американското си гражданство през 1956 г., като запазва британските си права.
След като си отдъхва в Англия, Чандлър се връща в Ла Хоя. Умира през 1959 г. в Мемориалната Болница Скрипс от пневмониален периферичен васкуларен шок и преренална уремия (според смъртния му акт). Хелга Грийни наследява състоянието на Чандлър в размер на $ 60 000, след като през 1960 г. надделява в съдебен спор, започнат от Фракаси, която оспорва поправка в завещанието на Чандлър.
Чандлър е погребан в гробището Маунт Хоуп в Сан Диего, Калифорния. Франк МакШейн отбелязва в написаната от него биография Животът на Реймънд Чандлър, че писателят искал да бъде кремиран и положен до Сиси в Мавзолея Сипрес Вю. Вместо това той е погребан в Маунт Хоуп, защото не оставил указания за погребението си.
През 2010 г. чандлъровата историчка Лорън Латкър, с помощта на адвокатката Аиса Уейн (дъщеря на Джон Уейн), подава петиция за изравянето на останките на Сиси и заравянето им при тези на Чандлър в Маунт Хоуп. След изслушване през септември 2010 г. във Върховния съд на Сан Диего, съдия Ричард С. Уитни издава заповед, която изпълнява молбата на Латкър.
На 14 февруари 2011 г. прахта на Сиси е транспортирана от Сипрес Вю до Маунт Хоуп, където е погребана под ново надгробно обозначение над това на Чандлър, както би желала двойката. Около 100 души присъстват на церемонията, която включвала четения от преподобния Рандъл Гарднър, Пауърс Буути, Джудит Фрийман и Аиса Уейн. На споделената надгробна плоча пише: „Мъртъвците са по-тъжни от разбитите сърца“, цитат от Големият сън. Оригиналният надгробен камък на Чандлър, поставен от Джийн Фракасе и децата ѝ, все още е в края на гроба, докато новият е в началото му.

## Мнение относно пълп литературата
Във въведението за сборника си от четири кратки разказа Бедата е моят бизнес (1950) Чандлър разсъждава върху формулата за детективската история и това как пълп списанията променят жанра: 
Емоционалната основа на стандартната детективска история беше и винаги е била, че едно убийство ще бъде разрешено и справедливостта ще възтържествува. Техническата основа беше относителната незначителност на всичко, с изключение на крайната развръзка. Това беше малко или много в резултат на хода на работата. Развръзката би оправдала всичко. От друга страна, техническата основа на вида истории в Черната маска беше, че сцената превъзхожда сюжета, в смисъл, че добрият сюжет е съставен от добри сцени. Перфектната мистерия би била тази, която някой би прочел, дори финала да липсваше. Ние писателите, които се опитвахме да я напишем споделяхме същата гледна точка като режисьорите. Когато отидох в Холивуд един много интелигентен продуцент ми каза, че никой не би могъл да направи успешен филм от загадъчна история, защото целият ѝ смисъл е в разрешаването ѝ, което отнема едва няколко секунди екранно време, най-често докато публиката се протяга да си вземе шапката. Той не беше прав, но само защото си представяше грешния тип мистерия. 
Чандлър също описва трудностите, които писателите на пълп художествена литература имали в следването на наложената им от редакторите на пълп списанията формула: 
Връщайки се назад към историите ми, би било абсурдно ако не ми се искаше да бяха по-добри. Но ако бяха много по-добри, то те нямаше да бъдат публикувани. Ако формулата не беше толкова строга, то повечето от творбите на онова време биха оцелели. Някои от нас опитваха доста здраво да пробият извън нея, но обикновено ни хващаха и ни връщаха обратно. Да преминеш ограниченията на една формула без да я унищожиш е мечтата на всеки писател на пълп литература, който не е безнадежден глупак. 

## Реакция на критиците
Прозата на Чандлър е предмет на възхищение за критици и писатели, от Уистън Хю Одън и Ивлин Уо до Иън Флеминг. В радиоразговор с Чандлър Флеминг казва, че Реймънд предлагал „някои от най-изящните диалози написани в съвременната проза“. Съвременният писател на мистерии, Пол Левин, описва стила на Чандлър като „литературен еквивалент на внезапен удар с юмрук в корема“. Бързонапредващият и твърд стил на Чандлър бил вдъхновен предимно от Дашиъл Хамет, но острите му и лирически сравнения са оригинални: „Дулото на Лугара приличаше на устата на тунел от второстепенна улица“; „Сърцето му беше голямо колкото едно то бедрата на Мей Уест“; „Мъртъвците са по-тъжни от разбитите сърца“; „Върнах се на стълбите и слязох внимателно по тях, като котка по мокър под“. Творчеството на Чандлър преопределя жанра на детективската художествена литература и води до измислянето на прилагателното „чандлърски“, което неизбежно се превръща в обект на пародия и имитация. И все пак, детективът Филип Марлоу не е стереотипният здравеняк, но е сложна, понякога сантиментална личност с малко приятели, завършила университет, говореща малко испански и понякога възхищаваща се на мексиканците, ходила на уроци по шах и класическа музика. Той е мъж, който отказва заплащане от потенциален клиент, заради работа, която смята за неетична.
Всеобщото високо съвременно мнение за Чандлър е в контраст с атаките, с които критиците го обсипват, докато е жив. В писмо от март 1942 г. до Бланш Кнопф, което е публикувано в Избрани писма от Реймънд Чандлър, последният пише: „Нещото, което най-вече ме сломява, е, че когато пиша нещо трудно, забързано, изпълнено с хаос и убийства, то аз съм критикуван остро, заради това, че е трудно, забързано и изпълнено с хаос и убийства, а когато след това се опитам да смекча малко тона и да развия вътрешната и емоционална страна на някоя ситуация, то аз съм остро критикуван за това, че съм пропуснал нещата, за които съм бил остро критикуван преди това.“
Въпреки че творчеството му се радва на всеобщо признание днес, Чандлър е бил критикуван за определени черти на творбите му. Рецензентът на Вашингтон поуст, Патрик Андерсън, описва сюжетите му като „в най-добрия случай несвързани, в най-лошия непоследователни“ (пословично, дори самият Чандлър не знаел кой убива шофьора в Големият сън) и критикува Реймънд за отношението му към чернокожи, женски и хомосексуални персонажи, като го нарича „на моменти гадняр“. Въпреки всичко Андерсън хвали Чандлър като „вероятно най-лиричния от големите криминални писатели“.
Кратките разкази и романите на Чандлър са въздействащо написани, предавайки времето, мястото и атмосферата на Лос Анджелис и околностите през 30-те и 40-те години на 20. век. Местата са реални, да не кажем под псевдоними: Бей Сити е Санта Моника, Грей Лейк е Силвър Лейк, а Идъл Вали обобщава богатите общини на Сан Фернандо.
Плейбек е единственият му роман, който не е екранизиран. Вероятно най-забележителната адаптация е на Големият сън (1946) от Хауърд Хоукс, с участието на Хъмфри Богарт в ролята на Филип Марлоу. Уилям Фоулкнър е съавтор на сценария. Няколкото опита на Чандлър в писането на сценарии и екранизирането на романите му стилистически и тематично повлиява на американския жанр филм ноар. Робърт Алтман прави забележителен опит да преработи персонажа на Марлоу, като пренася романа в 70-те години на 20. век в неоноарната адаптация на Дългото сбогуване от 1973 г.
Чандлър е също и чувствителен критик на криминалната литература, а есето му „Простото изкуство на убийството“ се е превърнало в класика.
Подобно на други именити писатели в жанра (като сър Артър Конан Дойл или Агата Кристи) Чандлър също създава персонаж, който е главно действащо лице на почти всичките му произведения – детективът Филип Марлоу

## В популярната култура
В брой 11 от влиятелния фензин Евтина истина (английски: Cheap Truth), Винсент Омниаверитас провежда въображаемо интервю с Чандлър. То изказва мнение, че виждането на Чандлър за потенциала на почтеността в жълтата художествена литература може също така да бъде приложено в научната фантастика, по-конкретно в киберпънк движението. То също така осмива вече известната карикатура на жълтата научна фантастика създадена от Чандлър през 1953 г. В документален филм от 2012: Вратите: Завръщането на Г-н Моджо – Историята на една жена от Л.А. (английски: The Doors: Mr. Mojo Risin'-The Story Of L.A. Woman), кийбордиста Рей Манзарек говори за текста на написаната от Джим Морисън песен Момиче от Л.А, „Още един изгубен ангел в града на нощта.“ „Текстът бил толкова добър. Също като Реймънд Чандлър, като Натаниел Уест, като тъмната страна на Лос Анджелис от 30-те и 40-те години на миналия век. Място, на което Джим лесно би отишъл“.

## Романи
- Големият сън (1939; The Big Sleep)
- Сбогом, моя красавице (1940; Farewell, My Lovely)
- The High Window (1942; Високият прозорец)
- The Lady in the Lake (1943; Дамата от езерото)
- The Little Sister (1949; По-малката сестра)
- Дългото сбогуване (1953 (1954 в САЩ); The Long Goodbye) – награда „Едгар“
- Playback (1958; Плейбек)
- Пудъл Спрингс (1959; Poodle Springs) (незавършен; довършен от Робърт Паркър през 1989)

## На български
- Високият прозорец. Превод Радка Лавчиева и Жечка Георгиева. София: Народна култура, 1976, 211 с.
- Сбогом, моя красавице. Превод Георги Даскалов. София: Георги Бакалов, 1981, 309 с.
- Дългото сбогуване. София: Народна младеж, 1983, 367 с.
- Големият сън. Пловдив: Христо Г. Данов, 1984, 302 с.
- Дългото сбогуване. Високият прозорец. София: Народна младеж, 1985, 446 с.
- Дамата от езерото. По-малката сестра. Превод Жечка Георгиева. София: Народна култура, 1986, 432 с.
- Плейбек. Превод Надка Гунева. Пловдив: Христо Г. Данов, 1987, 205 с.
- Разкази. София: Народна култура, 1989, 549 с.
- Реймънд Чандлър, Робърт Б. Паркър. Пудъл спрингс. Превод Жечка Георгиева. София: Интерпринт, 1991, 135 с.
- Моливът. София: Полюси, 1992, 78 с.
- Дългото сбогуване. София: Анубис, 1992, 375 с.
- Дамата от езерото. София: Медиум 999 – Колибри, 1992, 208 с.
- Плейбек. София: Репортер, 1993, 176 с.
- Всичко си има цена. София: Петриков, 1993, 226 с.
- Убиец в дъжда. София: Колибри, 1993, 318 с.
- Свидетелят. София: Абагар, 1994, 404 с.
- Нефритената огърлица. София: Колибри, 1994, 319 с.
- Испанска кръв. София: Колибри, 1994, 254 с
- По-малката сестра. София: Колибри, 1997, 222 с.
- Убийство в Холивуд. София: Скай лайт, 1998, 151 с.
- Плейбек. София: Унискорп, 2009, 176 с.

|  | Тази страница частично или изцяло представлява превод на страницата Raymond Chandler в Уикипедия на английски. Оригиналният текст, както и този превод, са защитени от Лиценза „Криейтив Комънс – Признание – Споделяне на споделеното“, а за съдържание, създадено преди юни 2009 година – от Лиценза за свободна документация на ГНУ. Прегледайте историята на редакциите на оригиналната страница, както и на преводната страница, за да видите списъка на съавторите. ВАЖНО: Този шаблон се отнася единствено до авторските права върху съдържанието на статията. Добавянето му не отменя изискването да се посочват конкретни източници на твърденията, които да бъдат благонадеждни. |